# Wu Dixi
Wu Dixi (en chino: 吴迪西; Cantón, 9 de agosto de 1962) es una deportista china que compitió en bádminton, en la modalidad de dobles.
Ganó dos medallas en el Campeonato Mundial de Bádminton, oro en 1983 y plata en 1985.

## Palmarés internacional
| Campeonato Mundial | Campeonato Mundial     | Campeonato Mundial | Campeonato Mundial |
| Año                | Lugar                  | Medalla            | Prueba             |
| ------------------ | ---------------------- | ------------------ | ------------------ |
| 1983               | Copenhague (Dinamarca) | Medalla de oro     | Dobles             |
| 1985               | Calgary (Canadá)       | Medalla de plata   | Dobles             |